# Idee per una fenomenologia pura e per una filosofia fenomenologica
Idee per una fenomenologia pura e per una filosofia fenomenologica (titolo originale, Ideen zu einer reinen Phänomenologie und phänomenologischen Philosophie) è un'opera del filosofo tedesco Edmund Husserl. I tre volumi in cui si suddivide sono comunemente noti come Idee I, II e III.

## Contenuto
L'opera si compone di tre volumi (di cui il primo a sua volta diviso in due tomi):
- Primo libro: Introduzione generale alla fenomenologia pura (Erstes Buch: Allgemeine Einführung in die reine Phänomenologie)
  - Tomo primo, testo delle edizioni 1 - 3 (1. Halbband: Text der 1.-3. Auflage)
  - Tomo secondo, testi integrativi (1912 - 1929) (2. Halbband: Ergänzende Texte (1912-1929))
- Secondo libro: Ricerche fenomenologiche sopra la costituzione (Zweites Buch: Phänomenologische Untersuchungen zur Konstitution)
- Terzo libro: La fenomenologia e i fondamenti delle scienze (Drittes Buch: Die Phänomenologie und die Fundamente der Wissenschaften)

In Idee I si introduce il concetto secondo cui nell'osservazione scientifica la percezione dell'oggetto nell'osservatore viene modificata dall'interazione e dalla relazione con l'oggetto conosciuto. Famoso l'esempio dell'albero: esso è conosciuto con una mediazione tra il concetto di albero e la sua reale esistenza. La conoscenza viene effettuata attraverso i sensi che sono i vettori della conoscenza, ma si tiene conto anche del concetto di albero formatosi a priori.
La filosofia di Husserl apre la strada all'esistenzialismo heideggeriano e alle scuole psicologiche fenomenologiche come quella di Minkowski.

## Edizioni italiane
- Idee per una fenomenologia pura e per una filosofia fenomenologica, traduzione di e cura di Enrico Filippini, Collezione Biblioteca di cultura filosofica n.13, Torino, Einaudi, 1950-1965. [testo tradotto sulla prima edizione tedesca del 1931]                                       
  -  Vincenzo Costa (a cura di), Idee per una fenomenologia pura e per una filosofia fenomenologica. Vol. 1: Introduzione generale alla fenomenologia pura, traduzione di Enrico Filippini, Torino, Einaudi, 1976-2002, ISBN 978-88-061-5088-4. [il testo, in 3 volumi, è tradotto tenendo conto delle annotazioni in tre diversi esemplari della prima stesura di Husserl]
  -  Vincenzo Costa (a cura di), Idee per una fenomenologia pura e per una filosofia fenomenologica. Vol. 2: Ricerche fenomenologiche sopra la costituzione, traduzione di Enrico Filippini, Torino, Einaudi, 1976-2002, ISBN 978-88-061-5273-4.
  -  Idee per una fenomenologia pura e per una filosofia fenomenologica. Vol. 3: La fenomenologia e i fondamenti delle scienze, traduzione di Enrico Filippini, Torino, Einaudi, 1976-1982, ISBN 88-06-0-4472-9.